# لولا پانیانی
لولا پانیانی (به انگلیسی: Lola Pagnani) (زاده ۳ آوریل ۱۹۷۲ در رم) بازیگر ایتالیایی است.

## زندگی
نام کامل او «آنا لولا پانیانی استاوروس» (به انگلیسی: Anna Lola Pagnani Stavros) است. او فرزند انتسو پانیانی نمایشنامه‌نویس و فیلمنامه‌نویس ایتالیایی است. پانیانی در ۱۷ سالگی در رشتهٔ رقص معاصر در پاریس دانش‌آموخته شد.
او با بازی در فیلم «کارمن» در سال ۱۹۸۷ وارد سینما شد. از دیگر فیلم‌های او می‌توان به فردیناند و کارولینا و دختر زیبا اشاره کرد.